# Isabel Crook
Pour les articles homonymes, voir Crook.
Isabel Crook (chinois : 饶素梅 ; pinyin : Ráo Sùméi), née le 15 décembre 1915 et morte le 20 août 2023, est une anthropologue canado-britannique, prisonnière politique et professeure à l'université des langues étrangères de Pékin. 

## Biographie

### Famille et enfance
Isabel Brown est née le 15 décembre 1915, à Chengdu, dans le Sichuan ; elle est la fille des missionnaires canadiens Homer et Muriel Brown. Son père est le doyen de la faculté d'éducation de l'université de l'Union de Chine occidentale tandis que sa mère est la fondatrice des écoles Montessori en Chine et siège au conseil d'administration duYoung Women's Christian Association  (YWCA). Les sœurs d'Isabel, Muriel et Julia, sont également nées à Chengdu ; elles ont toutes les trois fréquenté l'école canadienne de la ville.

### Formation
Isabel Brown s'intéresse à l'anthropologie et aux nombreuses minorités ethniques en Chine. En 1939, à l'âge de vingt-trois ans, elle est diplômée du Victoria College de l'Université de Toronto. Elle retourne en Chine et part pour l'ouest du Sichuan avec un collègue chinois pour étudier le peuple Yi.

### Carrière d'enseignante
Au début des années 1940, Isabel Brown rencontre David Crook, un stalinien britannique qui a espionné pour le compte du NKVD en Espagne et à Shanghai, et l'épouse en 1942. En 1947, ils se rendent au Ten Mile Inn, dans la province du Hebei, pour observer et étudier la réforme agraire chinoise. Six mois plus tard, ils acceptent une invitation des dirigeants du Parti communiste chinois (PCC) à enseigner dans une nouvelle école des affaires étrangères, le précurseur de l'actuelle université des langues étrangères de Pékin (BFSU). 
En tant qu'enseignant à la BFSU, Isabel Crook jette les bases de l'enseignement des langues étrangères en Chine. Pendant la Révolution culturelle, David Crook est emprisonné de 1967 à 1973 à la prison de Qincheng, tandis qu'Isabel Crook est confinée dans le campus de la BFSU.  

### Travaux en anthropologie
Isabel Crook prend sa retraite de l'enseignement en 1981 et démarre des recherches en tant qu'anthropologue. Son étude d'un village du Sichuan, qu'elle, Xiji Yu (zh) et d'autres ont commencée dans les années 1940, est publiée sous le titre Prosperity's Predicament: Identity, Reform, and Resistance in Rural Wartime China en 2013. 
Elle obtient un doctorat de l'université Victoria de Toronto en 2018. En juin 2019, elle devient citoyenne d'honneur du district de Bishan, Chongqing. Le 30 septembre 2019, Isabel Crook reçoit la Médaille de l'amitié des mains du président chinois Xi Jinping.
Les Crooks ont trois fils. Elle meurt à Pékin le 20 août 2023, à l'âge de 107 ans.

## Œuvres
- Xinglong Chang: Field Notes of a Village Called Prosperity 1940–1942 (兴隆场：抗战时期四川农民生活调查（1940–1942）)  (ISBN 9787101080346)
- Revolution in a Chinese Village: Ten Mile Inn (十里店：中国一个村庄的革命)  (ISBN 9781134685554)
- Christina K Gilmartin, Isabel Crook et Xiji Yu, Prosperity's Predicament: Identity, Reform and Resistance in Wartime China, Rowman & Littlefield, 2013 (ISBN 978-1-4422-5277-6)